# Josef Hug
Josef Hug (* 7. Dezember 1903 in Untervaz; † 6. Oktober 1985 in Walenstadt) war ein Schweizer Korbflechter, Hausierer und Schriftsteller im Bündner Dialekt.

## Leben

### Familie
Josef Hug war der Sohn von Josef Anton Hug, Arbeiter in einer Druckerei, Pfleger in Pfäfers und Volksmusiker in Davos.
Auf Vermittlung seiner Schwester kaufte er ein Haus in Walenstadt und wurde dort 1949 ansässig. Er blieb zeit seines Lebens unverheiratet und wurde auf dem Friedhof in Walenstadt beigesetzt.

### Werdegang
Josef Hug wuchs, nachdem seine Eltern sich hatten scheiden lassen, überwiegend bei seiner Grossmutter, die Hausiererin war, in ärmlichen Verhältnissen auf und musste bereits in seiner Kindheit und Jugendzeit häufig umziehen. Er besuchte anfangs die Primarschule von Patnal bei Untervaz und verbrachte sein letztes Schuljahr an der Schule in Flums; anschliessend war er bis 1928 als Spinnereiarbeiter in der Spinnerei Spörri in Flums tätig. Auf eine Lehrerausbildung, die er anstrebte, musste er aus finanziellen Gründen verzichten.
Krankheitsbedingt verlor er durch eine Knochentuberkulose – es drohte die Amputation der linken Hand – seinen Arbeitsplatz und wurde daraufhin nach seiner Gesundung Korbflechter, der im Sarganser- und Glarnerland von Dorf zu Dorf wanderte.
Von 1939 bis 1943 wurde er mehrfach als Sanitäter zum Militär eingezogen, vornehmlich zu solchen Zeiten, in denen der Bedarf an geflochtenen Körben sehr gross war. Im Laufe der Zeit entwickelte er verschiedene Formen von Körben, die qualitativ hochwertig waren.

### Schriftstellerisches und gesellschaftliches Wirken
Josef Hug war in den Vereinen von Flums als Protokollführer und Reiseberichterstatter tätig.
Nachdem er sich autodidaktisch musikalisch weiter gebildet hatte, spielte er als Geiger in verschiedenen Formationen mit.
Er war der Verfasser mehrerer Mundarterzählungen, die teilweise bereits vor ihrer Veröffentlichung im Radio DRS gesendet wurden, so unter anderem 1959 S Gmaiguet, 1961 Der Valtilenz, 1967 der Reformationsroman Dunggli Wolgga ob Salaz und 1973 die Erzählung Der Rhy chunnt hoch.
Seine Popularität stieg sprunghaft, nachdem ihn Carl Seelig durch einen Artikel im Tages-Anzeiger dem Publikum vorgestellt hatte.
1977 erschienen seine Erinnerungen eines Korbmachers auf Hochdeutsch.

## Ehrungen und Auszeichnungen
Am 18. Mai 1974 erhielt Josef Hug in Anerkennung seines dichterischen Werkes den Kulturpreis der Sarganserländischen Talgemeinschaft, der seit 1964 verliehen wurde; die Laudatio hielt der aus Flums stammende Politiker Gottfried Hoby.
Ab 1983 war er Ehrenmitglied im Untervazer Burgenverein, der auch seinen schriftlichen Nachlass besitzt.
2011 ehrte Untervaz Josef Hug mit einem Freilichtspiel, gespielt nach seinem Roman Dunggli Wolgga ob Salaz, in der die Mezzosopranistin Maria Victoria Haas und der Tenor Peter Galliard die Hauptrollen spielten.

## Schriften (Auswahl)
- S Viöleli. 1950.
- Haidaggergreet.
- S Gmaiguet. Geschichte in Untervazer Mundart. Selbstverlag, 1960.
- In der Haimet vum Valtilenz. In: Bündner Jahrbuch. Band 2, 1960.
- Der Valtilenz. Geschichten aus Untervaz. Volksverlag, Eigg 1961.
- Dunggli, Wolgga ob Salaz A Roman us schwärer Zit vum Bündnerland. Calven-Verlag, Chur 1967.[5]
- Statthalter Bernold: Der grosse Staatsmann, Schultheiss von Walenstadt, Dichter und Barde von Riva. Buchdruck + Offset, Bad Ragaz 1972.
- Der Rhy chunnt hoch. Mundart-Erzählungen. Calven-Verlag, Chur 1973.
- Freuden und Leiden eines Bücherschreibers. In: Bündner Jahrbuch. Band 16, 1974, S. 55–60.
- Erinnerungen eines Korbmachers. Sarganserländische Buchdruckerei, Mels / Flums 1977.[6]
- Der Geisshirt von Zweikirchen. Selbstverlag, 1980.
- Verena Maria Wyss, Oscar Eckhardt (Hrsg.): Gesammelte Werke. 2 Bände. Chur 2003.